# Micralestes occidentalis
Micralestes occidentalis är en fiskart som först beskrevs av Günther, 1899.  Micralestes occidentalis ingår i släktet Micralestes och familjen Alestidae. IUCN kategoriserar arten globalt som livskraftig. Inga underarter finns listade i Catalogue of Life.